# Castagneto Carducci
Castagneto Carducci é uma comuna italiana da região da Toscana, província de Livorno, com cerca de 8.204 habitantes. Estende-se por uma área de 142 km², tendo uma densidade populacional de 58 hab/km². Faz fronteira com Bibbona, Monteverdi Marittimo (PI), San Vincenzo, Sassetta, Suvereto.